# يورن إل. ستانغ
يورن إل. ستانغ هو سياسي نرويجي، ولد في 17 يناير 1959 في ساربسبورغ في النرويج. نشط حزبياً في حزب التقدم. وقد انتخب عضو برلمان النرويج ‏ عن دائرة Østfold (Storting constituency) ‏ وقد انضم خلال فترته النيابية ‏ (22 مارس 2001 – 30 سبتمبر 2001) للكتلة البرلمانية مستقل وانتخب عضو برلمان النرويج ‏ عن دائرة Østfold (Storting constituency) ‏ وقد انضم خلال فترته النيابية ‏ (1 أكتوبر 1997 – 22 مارس 2001) للكتلة البرلمانية حزب التقدم.